# Федеративные Штаты Микронезии
Федерати́вные Шта́ты Микроне́зии, иногда просто Микроне́зия (англ. Federated States of Micronesia [ˈfedəɹeɪtɪd ˌsteɪts əv ˌmaɪkɹoʊˈniːziə]) — государство в Океании, расположенное на Каролинских островах, к северу от берегов Новой Гвинеи, в Микронезии.
Формально независимая с 3 ноября 1986 года, страна остаётся тесно связанной с США (статус «свободной ассоциации с США») и сильно зависит от американской экономической помощи. По договору об ассоциации, США обязаны обеспечивать оборону и финансово дотировать Федеративные Штаты Микронезии.

## Этимология
Название Микронезия — «мелкоостровье» происходит от  μικρός «микрос» — «малый» и др.-греч. νῆσος «несос» — «остров», окончание -ия обычно для названий стран и территорий; мотивировано малой величиной островов в этой части океана. Используется с первой половины XIX века.

## География

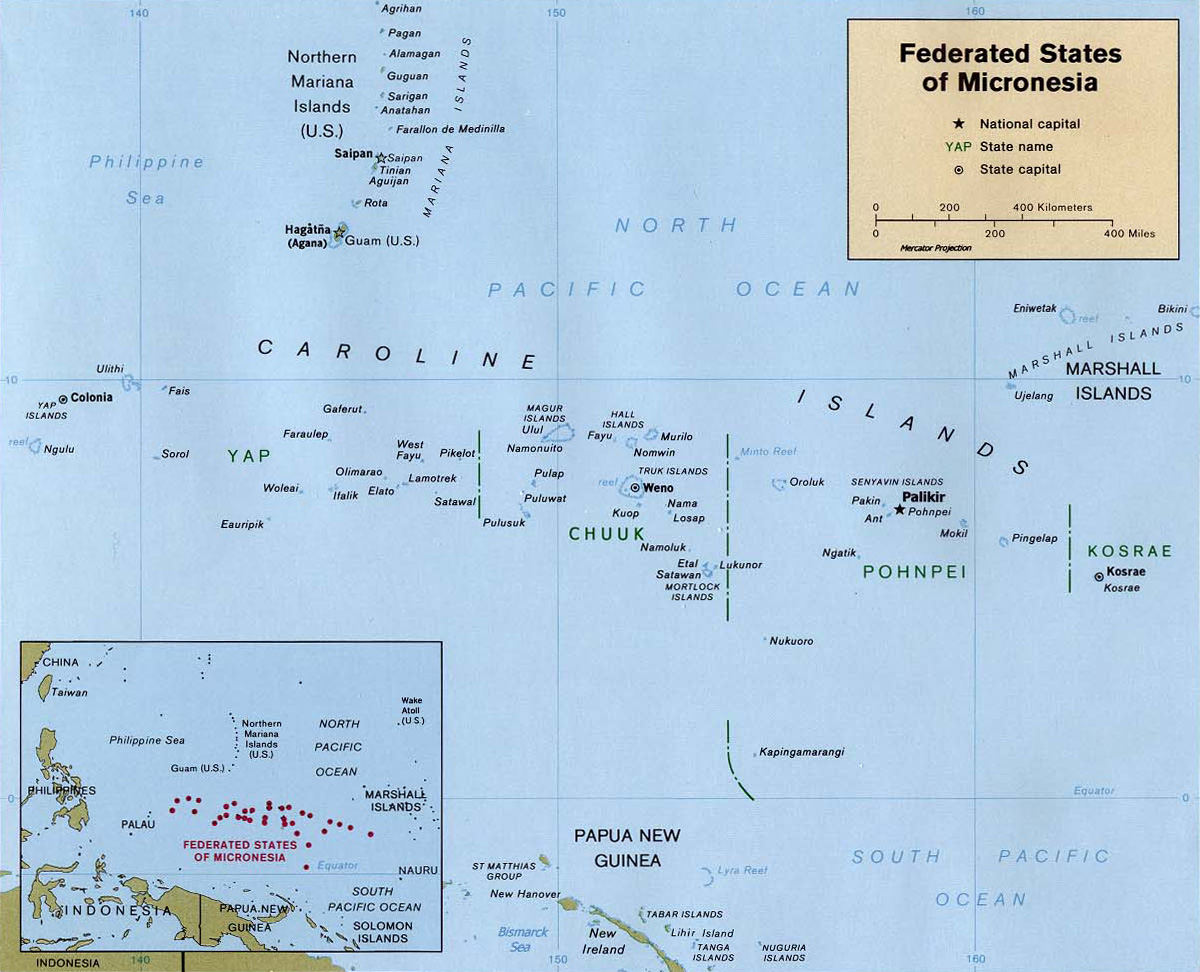
Карта Федеративных Штатов Микронезии

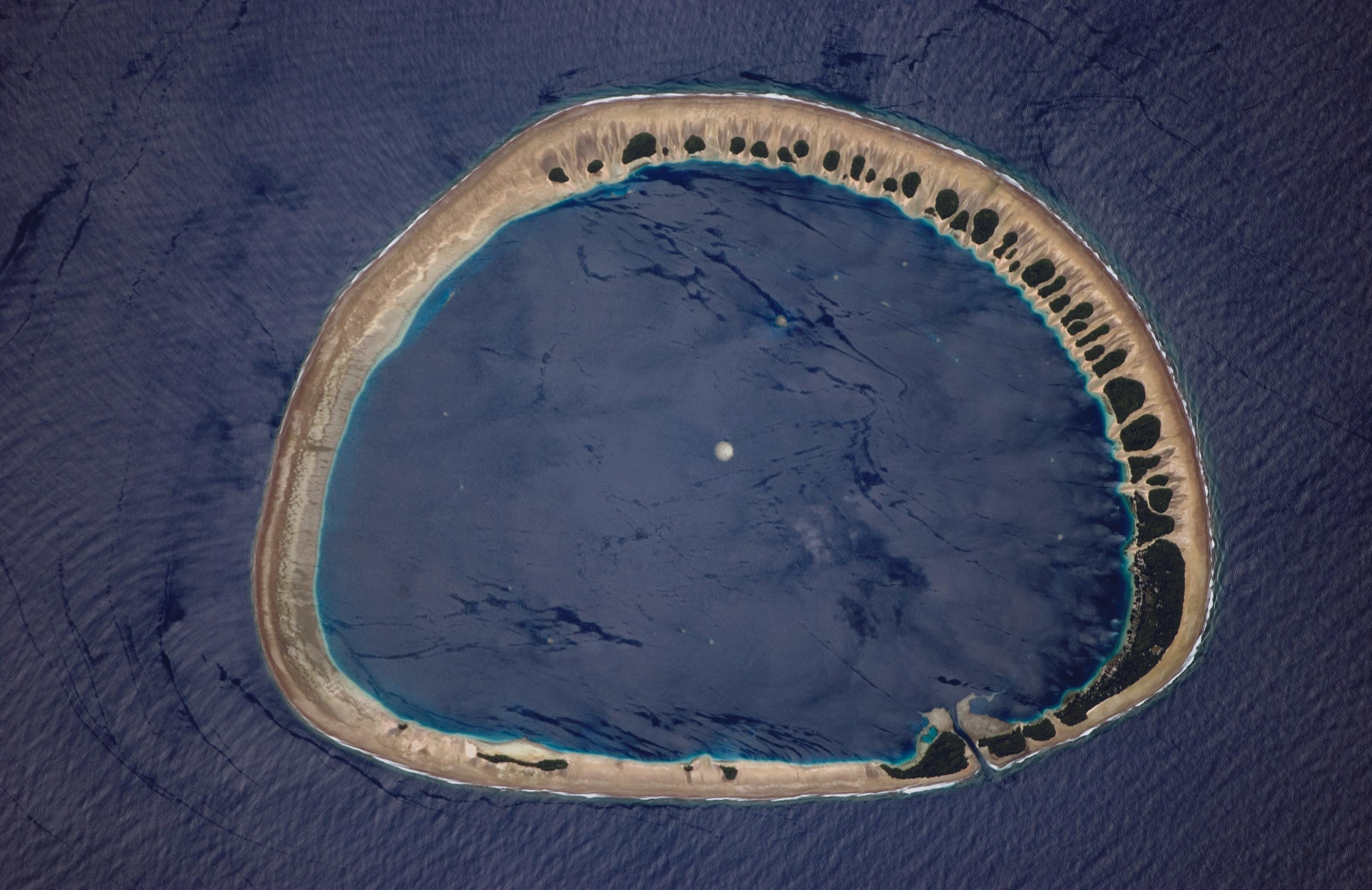
Атолл Нукуоро в южной части страны

Федеративные Штаты Микронезии находятся в Микронезии и располагаются в северо-западной части Океании, в архипелаге Каролинских островов, между 0 и 14° с. ш. и 136 и 166° в. д., на расстоянии около 4000 км к юго-западу от Гавайских островов.
Представляют собой государство, состоящее из 607 мелких островов, лишь 40 из которых имеют значительные размеры. Из 607 островов 65 населены. ФШМ состоит из четырёх штатов: Яп, Чуук (бывш. Трук), Понпеи (бывш. Понапе) и Косрае (бывш. Кусае). Столица — город Паликир на о. Понпеи. Хотя общая площадь земель в стране составляет всего 702 км², эксклюзивная экономическая зона в Тихом океане занимает более чем 2,6 млн км². Каждый из четырёх штатов состоит из одного или более «высоких островов», как правило, вулканического происхождения. Все они, кроме Косраэ, включают в себя многочисленные атоллы. Общая площадь штата Чуук составляет 127 км², он включает в себя семь основных групп островов. Штат Понпеи занимает площадь в 344 км², из которых 130 приходится на остров Понпеи, крупнейший в ФШМ. Штат Яп состоит из 4 больших островов, семи малых островов и 134 атоллов, с общей площадью суши 122 км². Штат Косраэ занимает один высокий остров, площадью 109 км².
Все крупные острова вулканического происхождения гористы, покрыты лесом, окружены коралловыми рифами. Остальные представляют собой атоллы — коралловые острова кольцеобразной формы, внутри заключающие мелководную лагуну.
Самая высокая точка — гора Нана-Лауд (на о. Понпеи, высота 798 м). Основные языки: английский (официальный), япский, трукский, понпеи, косрае.
Острова связаны между собой морским и воздушным транспортом. Имеется морская связь с западным побережьем США, Японией, Филиппинами, Тайванем, Гуамом и воздушная связь с Гуамом, Гавайями, Науру.

## Климат
Климат экваториальный и субэкваториальный, пассатно-муссонного типа. Сезонные колебания температуры незначительны. Среднемесячные температуры составляют 26—33 °C. Здесь часто идут обильные дожди. Наиболее влажный месяц — апрель. Осадков выпадает от 2250 мм до 3000—6000 мм (в горах на острове Кусапе) в год. Часть Тихого океана, где находится Микронезия, является областью зарождения тайфунов, в среднем бывает до 25 тайфунов в год. Сезон тайфунов — с августа по декабрь.
Вечнозелёные тропические леса, саванны; на крупных коралловых островах преобладают кокосовая пальма и панданус.

## История
По всей вероятности, микронезийцы начали прибывать на эти острова из Азии во втором тысячелетии до н. э. Памятником доколониального периода истории является комплекс Нан-Мадол, находящийся на острове Понапе.
К моменту начала колонизации островов европейцами местное население находилось на стадии разложения первобытно-общинного строя. Общество подразделялось на ряд неравноправных по своему положению социальных групп. На некоторых островных группах возникли крупные территориальные объединения, хотя государства ещё созданы не были.
Каролинские острова были открыты испанцами в 1527 году. В XVII веке Испания объявила Каролины своим владением, однако фактического контроля над архипелагом установлено не было. В 1885 году о своих претензиях на Каролинские острова объявила Германия, на одном из островов был водружён германский флаг. Испания обратилась к международному арбитражу, и избранный арбитром папа Лев XIII присудил острова Испании.
В 1899 году Германская империя купила Каролинские острова у Испании. Они были включены в состав колонии Германская Новая Гвинея. Вмешательство германских колониальных властей в традиционную общественную иерархию и использование принудительного труда привели в 1910 году к восстанию жителей Сокехса, островка в составе архипелага Восточных Каролинских островов.
В ходе Первой мировой войны в 1914 году острова были захвачены Японией, после окончания войны по Версальскому договору острова были отданы Японии в качестве подмандатной территории. Японцы создали там крупные сахарные плантации, активно проводилась политика переселения японцев на Каролины. Местные жители подвергались японцами насильственной ассимиляции.
Во время Второй мировой войны Каролины были заняты США, которые с 1947 года управляли ими по мандату ООН в составе Подопечной территории Тихоокеанские о-ва.
В 1979 году Каролинские острова получили статус «свободно ассоциированной с США территории» (соглашение подписано в 1982 году).
С 3 ноября 1986 года Федеративные Штаты Микронезии — суверенное государство в свободной ассоциации с США. Этот статус означает, что США отвечают за оборону этого государства и обязуются его финансово дотировать. Жители Микронезии имеют право въезжать, проживать, учиться и работать в Соединённых Штатах на неограниченный период без визы. Эти льготы предоставляются гражданам от рождения, а также натурализованным гражданам, которые проживали в соответствующей стране не менее пяти лет, за исключением тех, кто получил гражданство за счёт инвестиций.

## Административно-территориальное деление
Федеративные Штаты Микронезии включают 4 штата:
| Флаг штата      | Штат   | Административный центр штата | Территория штата, км² | Население штата, чел. (2010) | Плотность населения, чел./км² |
| --------------- | ------ | ---------------------------- | --------------------- | ---------------------------- | ----------------------------- |
| Flag of Chuuk   | Чуук   | Вено                         | 127                   | 48 654                       | 383,10                        |
| Flag of Kosrae  | Кусаие | Тофол                        | 109                   | 6616                         | 60,70                         |
| Flag of Pohnpei | Понпеи | Колониа (Понпеи)             | 344                   | 36 196                       | 105,22                        |
| Flag of Yap     | Яп     | Колониа (Яп)                 | 122                   | 11 377                       | 93,25                         |
|                 | Всего  |                              | 702                   | 102 843                      | 146,50                        |

## Население
| Численность населения | Численность населения | Численность населения | Численность населения | Численность населения |
| 1980                  | 1994                  | 2000                  | 2010                  | 2016                  |
| --------------------- | --------------------- | --------------------- | --------------------- | --------------------- |
| 73 160                | ↗105 506              | ↗107 008              | ↘102 843              | ↗104 600              |

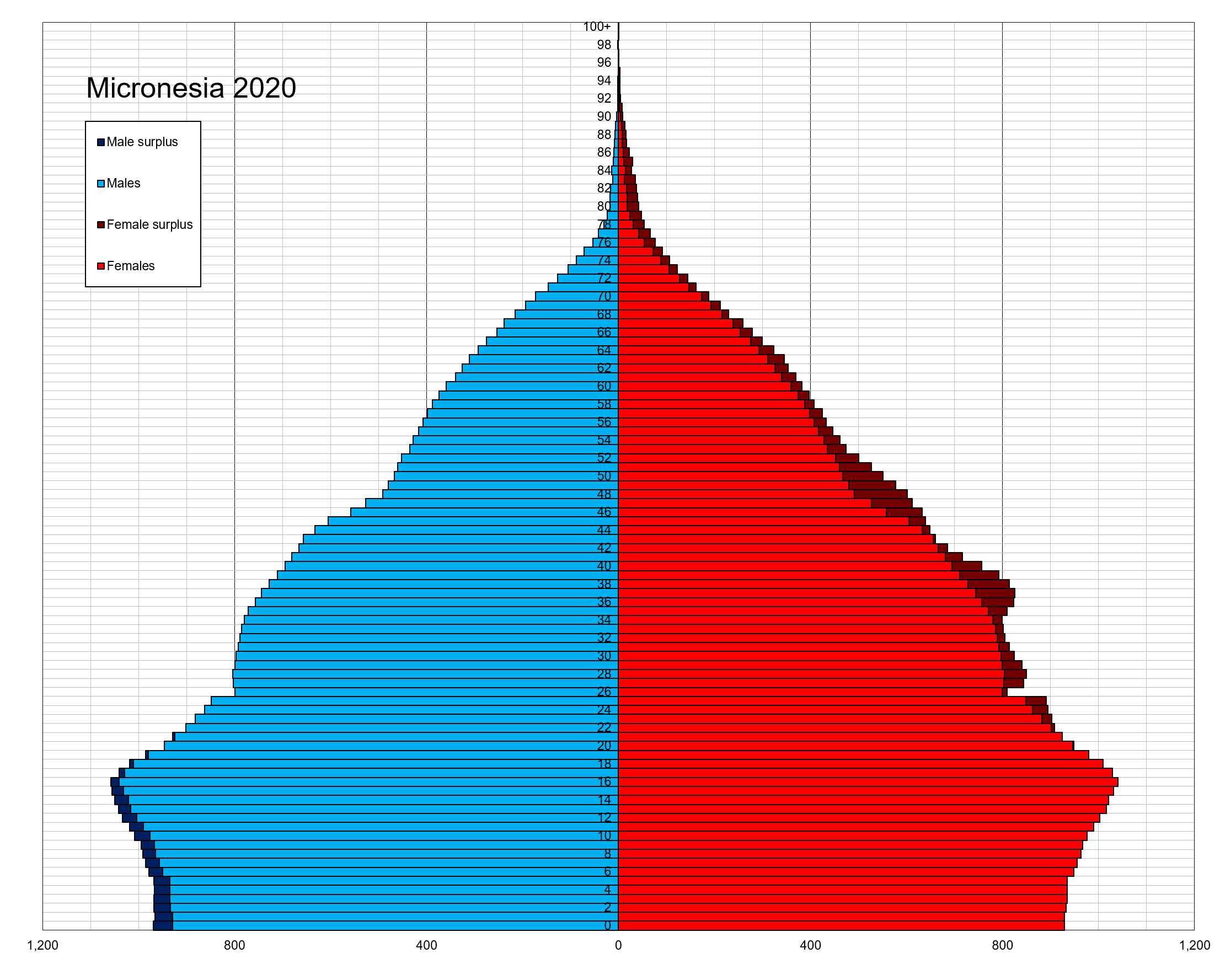
Возрастно-половая пирамида населения Федеративных Штатов Микронезии на 2020 год

Численность населения — 103 643 чел. (июль 2018 года).
Годовая убыль — 0,55 % (высокий уровень эмиграции из страны).
Рождаемость — 19,6 чел. на 1000 чел. (фертильность — 2,8 рождений на женщину).
Смертность — 4,2 чел. на 1000 чел.
Эмиграция — 20,9 чел. на 1000 чел.
Средняя продолжительность жизни — 71,3 года у мужчин и 75,6 года у женщин.
Этнический состав: чуук — 49,3 %, понапе — 29,8 %, косраэ — 6,3 %, яп — 5,7 %, яп внешних островов — 5,1 %, полинезийцы — 1,6 %, азиаты — 1,4 %, другие — около 0,8 % (по переписи 2010 года).
Языки: английский (официальный и межэтнического общения), нгатикский креольский и 8 местных языков ( чуук, понапе, косяэ, япский и другие).
Религии (2016): католики — 54,7 % (56 230 чел.), протестанты — 38,5 % (39 546 чел.), мормоны 1,5 % (1586 чел.), баптисты — 1,1 % (1145 чел.), другие — 4,2 %.
Грамотность населения — 89 %.

## Государственное устройство
Микронезия — федеративное государство, состоящее из 4 штатов, имеющих собственные правительства: Чуук (бывш. Трук), Косраэ, Понпеи (Понапе) и Яп. Штаты обладают высокой степенью самостоятельности почти во всех сферах государственной жизни.
Действует Конституция 1979 года, составленная по образцу Конституции США.
По форме правления ФШМ — республика особого типа. Политический режим демократический. Политические партии отсутствуют.
Законодательная власть принадлежит федеральному однопалатному парламенту — Конгрессу ФШМ, состоящему из 14 сенаторов (4 сенатора избираются по одному от каждого штата сроком на 4 года, 10 в одномандатных округах с примерно равным числом избирателей сроком на 2 года).
Глава государства и правительства — Президент, избираемый членами Конгресса ФШМ из числа 4 сенаторов от штатов сроком на 4 года. Одновременно избирается Вице-президент.
Государственное устройство штатов устанавливается их собственными конституциями и в целом аналогично федеральному.
Вооружённых сил нет.

## Экономика
ВВП — 350 млн долл. (2018 году), ВВП на душу населения в 2018 году — 3,2 тыс. долл. Уровень бедности — 16 % (2018 год).
Экономическая деятельность — в основном сельское хозяйство и рыболовство. Культивируются кокосовая пальма, овощи и фрукты, бананы, тапиока, чёрный перец. Разводятся свиньи, козы, собаки (на мясо), куры.
Промышленность — переработка сельхозпродукции, мыловарни, лесопилки, изготовление лодок.
Экспорт в 2017 году (29,8 млн $) — главным образом мороженая рыба (до 85 % стоимости), прочие рыбо- и морепродукты (ок. 7,3 %). Главные покупатели: Китай 38 %, Филиппины 26 %, Япония 23 %.
Импорт в 2017 году (155 млн $) — топливо (до 32 % от общей стоимости), машины и оборудование (до 24 %), продовольствие и другие готовые товары и изделия (в основном — из Южной Кореи (33 %), США (22 %), Китая (17 %) и Японии (13 %).
На островах нет сколь-нибудь значимых минеральных ресурсов, кроме фосфатов. Имеется потенциал для туристического бизнеса, однако его развитию препятствуют отдалённость островов, недостаточность соответствующих структур и неразвитость воздушного сообщения с внешним миром.
По условиям договора о свободной ассоциации, США выделили ФШМ в период с 1986 года по 2001 год 1,3 млрд долларов. Затем размер ежегодной помощи был уменьшен, однако постоянные многомиллионные денежные поступления от США обещаны вплоть до 2023 года.
Входит в международную организацию стран АКТ.

## Транспорт
Федеративные Штаты Микронезии обслуживаются четырьмя международными аэропортами.
- Международный аэропорт Понпеи, на главном острове штата Понпеи[14].
- Международный аэропорт Чуук, расположенный на главном острове штата Чуук[15].
- Международный аэропорт Косраэ, расположенный на главном острове штата Косраэ[16].
- Международный аэропорт Яп, расположенный на главном острове штата Яп[17].